# Nayau
Nayau ist eine Insel vulkanischen Ursprungs im Zentrum des Lau-Archipels im Pazifischen Ozean. Politisch gehört sie zur Eastern Division des Inselstaates Fidschi. Die Insel war von den Auswirkungen des Zyklons Tomas im Jahr 2010 stark getroffen.

## Geographie
Nayau liegt rund 30 km nordwestlich von Lakeba, der Hauptinsel des Archipels, 30 km südöstlich von Cicia sowie 45 km südwestlich von Tuvuca. Die Insel hat eine Länge von 6,2 km, eine Breite von bis zu 4,3 km und weist eine Fläche von etwa 17 km² auf. Sie ist bis auf eine kleine Stelle im Nordwesten vollständig von einem Korallenriff umsäumt. Nayau ist dicht bewaldet und von tafelbergartigen Erhebungen mit einer Höhe von 162 bis 177 Metern über dem Meer geprägt. Die Insel bildet einen der 13 traditionellen Distrikte (Fidschi: Tikina) der Provinz Lau und gliedert sich in die drei Dörfer (Koro) Salia (Ostküste), Liku (Südwestküste) und Narocivo (Nordostküste), von denen Liku das bedeutendste ist.